# Kapurthala (dystrykt)
Kapurthala – dystrykt w stanie Pendżab w Indiach.

## Informacje
Jest to jedyny dystrykt w Pendżabie, który jest podzielony na oddalone od siebie o 32 km dwie części. Pomiędzy nimi znajduje się terytorium dystryktu Jalandhar. Siedziba dystryktu znajduje się w mieście Kapurthala. Na jego terenie wydzielono 4 teshile: Kapurthala, Sultanpur Lodhi, Phagwara, Bholath. Na terenie dystryktu znajduje się 688 wiosek i 6 miast. Są uprawiane ryż, pszenica i trzcina cukrowa.

## Demografia
W 2011 roku w dystrykcie Kapurthala mieszkało 815 168 ludności, w tym 426 311 mężczyzn i 388 857 kobiet. W stosunku do wyników spisu z 2001 roku wzrosła gęstość zaludnienia z 462 osoby na kilometr kwadratowy do 499 osób, przy powierzchni dystryktu wynoszącej 1633 km². Według spisu ludności z 2011 roku  79,07% ludności potrafi czytać i pisać, w tym 83,15% mężczyzn i 74,63% kobiet.

## Turystyka
Miejsca warte odwiedzenia: Jagatjit Palace, Elysee Palace, Kanjli Wetland, Meczet Moorish, Panch Mandir i w mieście Sultanpur Lodhi: Gurudwara Shri Guru Ka Baag, Gurudwara Ber Sahib, Gurdwara Bebe Nanaki Ji, Gurudwara Sri Sant Ghat Sahib.